# Franz Heller
Franz Heller, celým jménem Franz Seraphim Heller (22. září 1878 Chrastava – 26. června 1944 Stará Lípa), byl československý politik německé národnosti a meziválečný poslanec Národního shromáždění za Německý svaz zemědělců (Bund der Landwirte).

## Biografie
Pocházel z početné rodiny zemědělce. Vychodil národní a nižší reálnou školu ve Frýdlantu. Podle údajů k roku 1929 byl profesí rolníkem v České Lípě.
V parlamentních volbách v roce 1920 získal za Německý svaz zemědělců (Bund der Landwirte) poslanecké křeslo v Národním shromáždění. Mandát obhájil v parlamentních volbách v roce 1925 i parlamentních volbách v roce 1929.
Byl mezi hlavními funkcionáři německých agrárníků. Počátkem 30. let 20. století patřil k národovecky orientovanému křídlu, které kritizovalo setrvávání strany v československé vládní koalici. V této době ale nezískalo většinovou podporu. V letech 1935–1938 vedl úřadovnu BdL v České Lípě. V letech 1939–1944 byl úředníkem u okresního vojenského oddělení. Od června 1939 byl členem NSDAP.